# Momignies
Momignies (pcd. Momgniye) – miejscowość i gmina (commune) w Belgii, w Regionie Walońskim, w prowincji Hainaut, w okręgu Thuin. 1 stycznia 2024 r. liczyła 5234 mieszkańców. Powierzchnia gminy wynosi 86,01 km², a jej gęstość zaludnienia wynosi 61 osób/km². Graniczy z francuskim regionem Hauts-de-France i jego dwoma departamentami Nord i Aisne oraz regionem Grand Est i departamentem Ardeny.

## Podział administracyjny
W skład gminy wchodzi sześć dzielnic (section):
- Beauwelz
- Forge-Philippe
- Macon
- Macquenoise
- Monceau-Imbrechies
- Seloignes

## Współpraca
Miejscowości partnerskie:
- Anor, Francja
- Gizałki, Polska
- Monts-sur-Guesnes, Francja